# Dicksonia
Dicksonia es un género de helecho arborescente de la familia Dicksoniaceae.

## Descripción
Tienen tallo de 5-8(-10)x0.4 m, erecto, comúnmente masivo, raramente postrado a ascendente; hojas de varios metros de largo, varias veces divididas; pecíolos glabros o escasamente vellosos, en la base con una densa masa de tricomas de 4-5 cm, pardo-dorados o pardo-rojizos; lámina 2-3-pinnado-pinnatífida, ligera a fuertemente dimorfa, los segmentos fértiles algo contraídos, a menudo glauca en el envés; pinnas hasta 70x20 cm, comúnmente lanceoladas, subsésiles o pediculadas; costas y cóstulas elevadas o ligeramente sulcadas en el lado adaxial, las costillas no decurrentes sobre el eje del próximo orden, pelosas adaxialmente con una densa cubierta de tricomas rígidos y firmes, pardo claro a pardo oscuro, antrorsos, variadamente pelosas abaxialmente; últimos segmentos simétricos, rectos o subfalcados; nervaduras libres; indusio 2-valvado, la valva externa consiste en una porción revoluta del margen del segmento, la interna algo diferente en textura y color; parafisos numerosos, tan largos o más largos que los esporangios, filamentosos; Tienen un número de cromosomas de x=65.

## Distribución
El género tiene 20 a 25 especies, distribuidas de México a Uruguay y Chile, Santa Helena, Nueva Zelanda, Australia, Indonesia, Nueva Guinea, y Filipinas. Nueva Guinea tiene la mayor diversidad, con cinco especies.

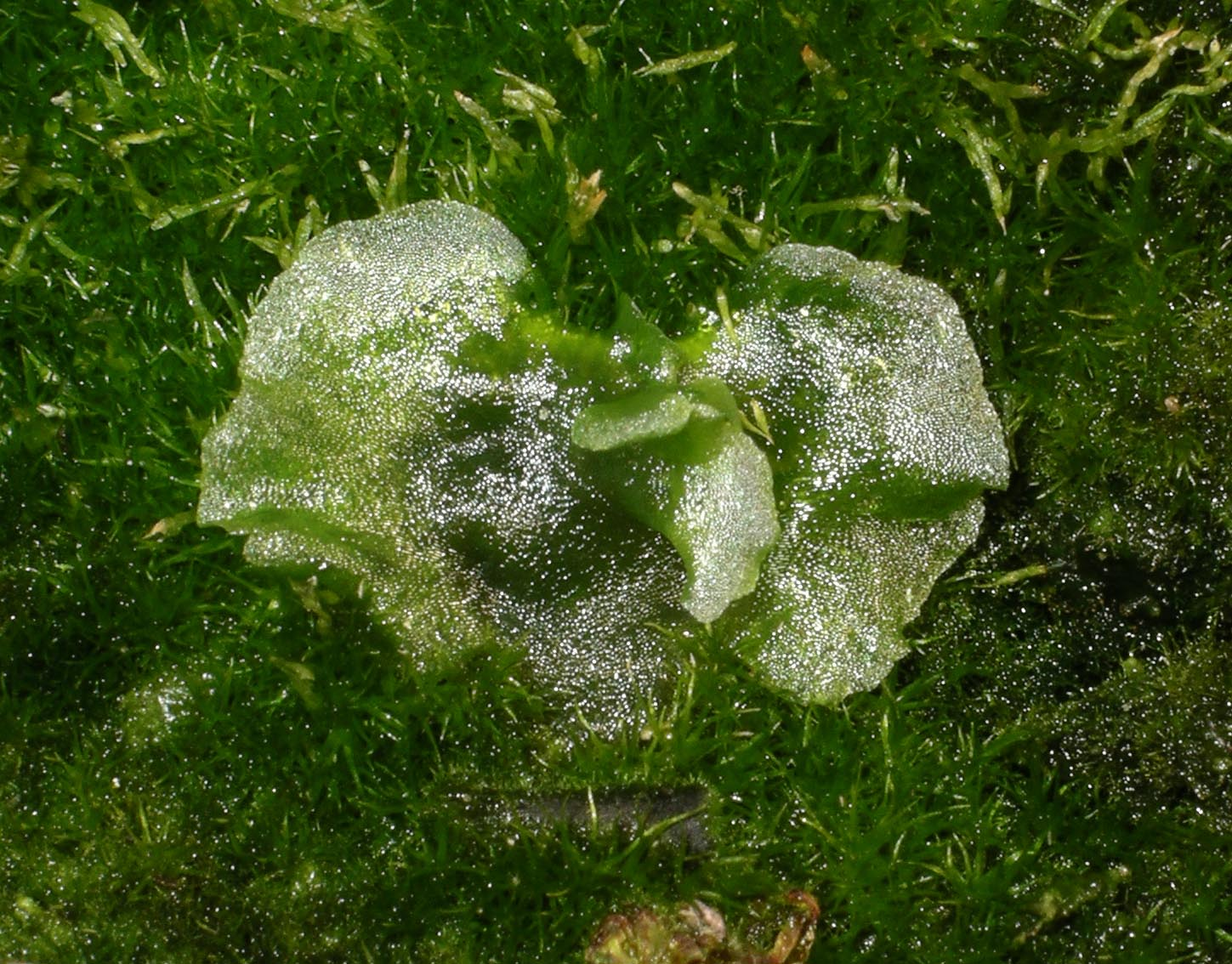
Hábito de gametofito de Dicksonia antarctica.

## Botánica económica
Algunas especies son cultivadas debido a su atractivo hábito arborescente, la más comúnmente encontrada es Dicksonia antarctica.

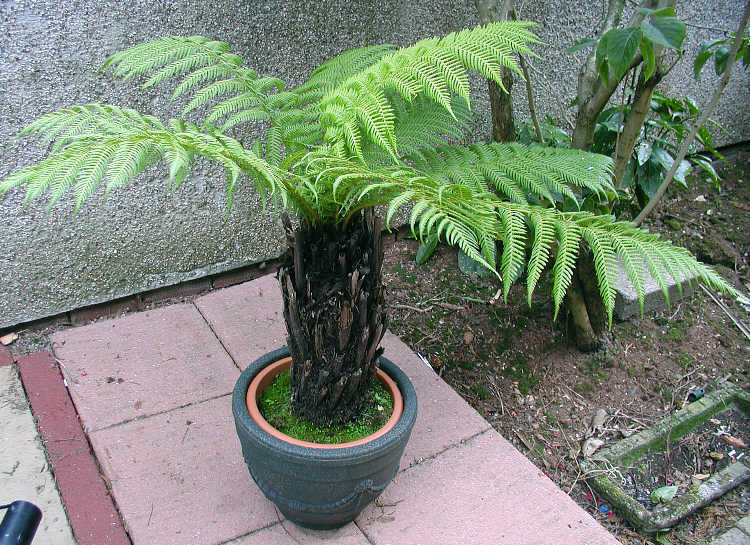
Planta cultivada de Dicksonia antarctica

## Taxonomía
El género fue descrita por Charles Louis L'Héritier de Brutelle  y publicado en Sertum Anglicum 30. 1788[1789]. La especie tipo es: Dicksonia arborescens
Etimología
Dicksonia: nombre genérico otorgado en honor de James Dickson, un prominente cultivador y botánico.

## Especies
- Dicksonia antarctica, Soft Tree Fern, helecho arbóreo de Tasmania. Australia.
- Dicksonia arborescens, St. Helena
- Dicksonia archboldii, N. Guinea
- Dicksonia baudouini, Nueva Caledonia
- Dicksonia berteriana, Isla de Juan Fernández
- Dicksonia blumei, Indonesia, Filipinas
- Dicksonia brackenridgei, Fiyi, Samoa
- Dicksonia externa, Isla Alejandro Selkirk
- Dicksonia fibrosa, Woolly Tree Fern, Kuripaka o Wheki-ponga (en maorí). N. Zelandia
- Dicksonia grandis, N. Guinea
- Dicksonia herbertii, Noreste de Queensland, Australia
- Dicksonia hieronymi, N. Guinea
- Dicksonia lanata, Tuokuro, N. Zelandia
- Dicksonia lanigera, N. Guinea
- Dicksonia mollis, Indonesia
- Dicksonia sciurus, N. Guinea
- Dicksonia sellowiana, Xaxim, Samambaiuçu (en portugués). Sudeste de México a América Central y de norte de Sudamérica a Bolivia y Uruguay.
- Dicksonia squarrosa, helecho arbóreo de N. Zelandia, Slender Tree Fern, Rough Tree Fern, Wheki. N. Zealand
- Dicksonia stuebelii, norte de Perú.
- Dicksonia thyrsopteroides, Nueva Caledonia.
- Dicksonia youngiae, Bristly Tree Fern. Australia.